# Outlaw of Gor
Outlaw of Gor (ook bekend als “Gor II” of simpelweg “Outlaw”) is een Amerikaanse film uit 1989. De film werd geregisseerd door John Cardos. De hoofdrollen werden vertolkt door Urbano Barberini, Rebecca Ferratti en Jack Palance.

## Verhaal
Na zijn vorige avontuur in de wereld Gor wordt Professor Cabot wederom naar deze wereld gehaald. Klaarblijkelijk is Xenos, met wie Cabot in de vorige film vocht, nog niet geheel verslagen. Samen met Talene moet Cabot opnieuw de strijd met hem aangaan.

## Rolverdeling
| Acteur           | Personage        | Opmerkingen         |
| ---------------- | ---------------- | ------------------- |
| Urbano Barberini | Prof. Tarl Cabot |                     |
| Rebecca Ferratti | Talena           | als Rebecca Ferrati |
| Jack Palance     | Xenos            |                     |
| Donna Denton     | Queen Lara       |                     |
| Russel Savadier  | Watney Smith     |                     |
| Nigel Chipps     | Midget Hup       |                     |
| Alex Heyns       | Elder            |                     |
| Tullio Moneta    | Ost              |                     |
| Larry Taylor     | Marlenus         |                     |
| Michael Brunner  | Targus           |                     |
| Michelle Clarke  | Vera             |                     |

## Achtergrond
Net als zijn voorganger is deze film gebaseerd op de werken van schrijver John Norman.
De film werd onder de titel “Outlaw” bespot in de cultserie Mystery Science Theater 3000.